# Mkokotoni
Mkokotoni is de hoofdplaats van de Tanzaniaanse regio Noord-Zanzibar.
In 2002 telde Koani 2388 inwoners.